# 地方貨幣

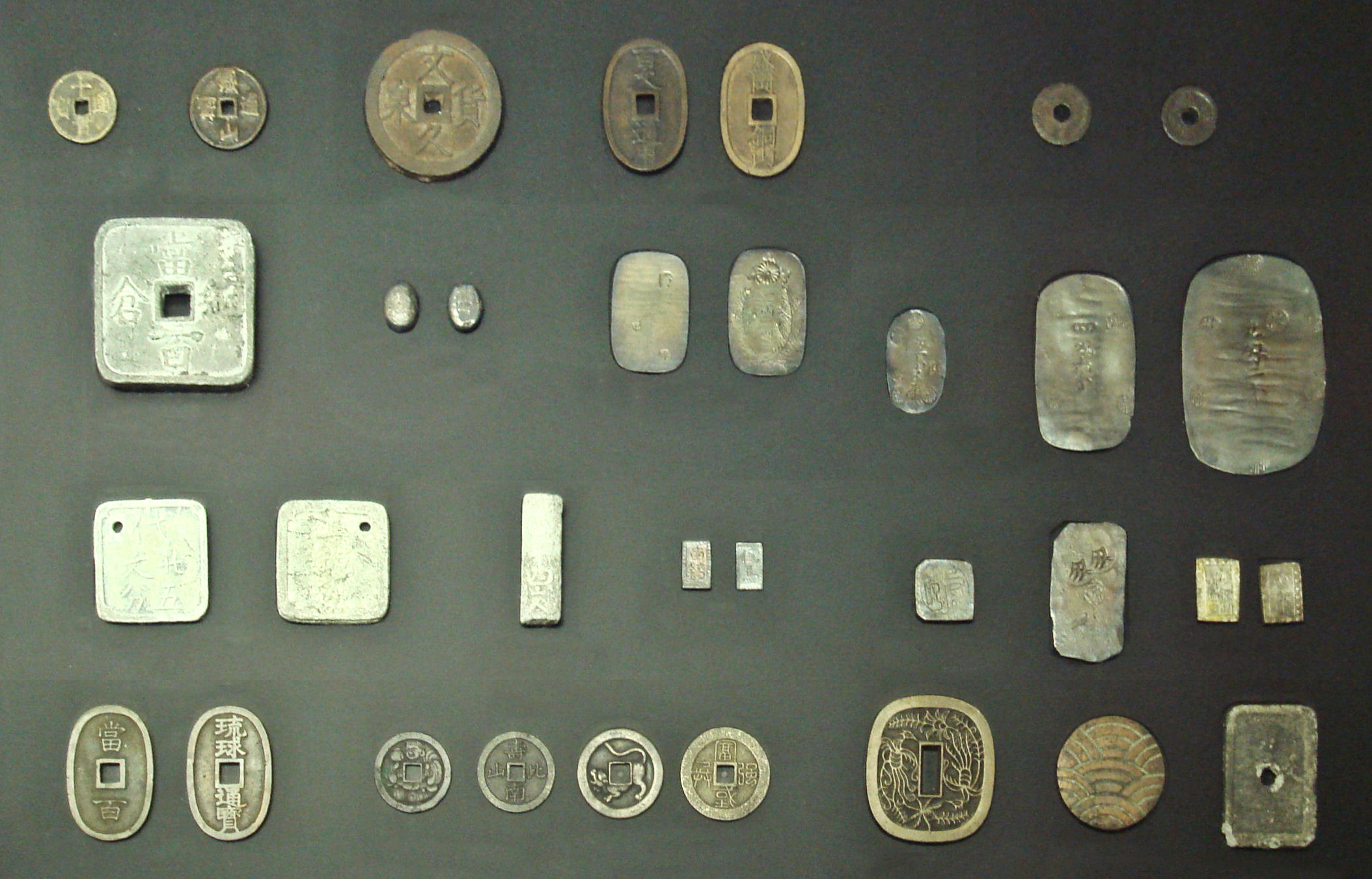
各種地方貨幣 日本銀行貨幣博物館

地方貨幣（ちほうかへい）とは、江戸時代に各藩により、原則として領内通用として発行された貨幣である。戦国時代から江戸時代初期にかけて、各大名が自国領内通用として発行した金銀貨は特に領国貨幣（りょうごくかへい）とも呼ばれる。

## 概要
江戸時代、徳川家康により整備の始められた慶長の幣制は、貨幣の全国統一をはかるものであり、本来地方貨幣は存在するべきものではないが、江戸時代前半には小判の通貨体系としての「両」の基となった、武田信玄による甲斐国の領国貨幣を引き継いだ甲州金に限り領内通用を条件に発行が認められた。江戸時代後期には幕府の許可を得ない各藩による密鋳が横行した。
寛永通寳銅銭および鉄銭は、江戸の亀戸および京都の七条を中心として、全国各地の銭座で鋳造が行われたが、これらの大部分は幕府の許可による公鋳銭で全国通用を目的とし、通常地方貨幣としては扱わない。

## 江戸時代後期の地方貨幣
天明4年（1784年）に起こった天明の大飢饉を契機に領内救済を理由に、同年11月に仙台藩が幕府に鋳造を申し出、許可を取り付けた仙臺通寳を始め、安政3年（1856年）11月に日米和親条約に伴う開港を機に発行の許可を取り付けた箱館通寳が存在した。
さらに幕末の文久2年（1862年）、薩摩藩は琉球の救済を名目に、3年の年限つきで琉球通寳當百文銭の発行を申し出て許可されたが、これは藩財政の建て直し目的とした天保通寳の密鋳造の隠れ蓑として用意周到に準備されたものであった。地方貨幣の発行は文久年間から幕末に集中しており、海防充実などの幕府事業の各藩への転化、一揆などの騒動対策による藩財政の逼迫、地方における銭貨の払底、藩札の信用低下による金属貨幣の発行、幕府の権力低下による各藩独立体制の進化、および朝廷による鋳銭宣下などが挙げられる。
東北地方は度重なる冷害、飢饉にあえいだ一方で鉱山が多く金属資源は潤沢であったことから、幕末期に盛岡藩および久保田藩を中心に銀判および當百文銅銭および鉛銭など、数多くの貨幣が密鋳されたが、幕府には既にそれを取り締まる力はなかった。
そればかりでなく、財政難にあえぐ各藩による二分金、一分銀、一朱銀および天保通寳などの密鋳が横行し、特に天保通寳は密鋳によるものが流通高の約1/3～1/4を占めるに至った。これらは鋳造による出目の幅が大きい名目貨幣であることが密鋳に拍車をかけ、銀台に金を鍍金したものや、亜鉛および鉛分を多く含む銀貨など悪質なものが多く見受けられる。さらに寛永通寳についても公鋳銭を鋳写した鉄銭および鉛分を多く含む銅銭などが古くから密鋳され、彷鋳銭（ぼうちゅうせん）と呼ばれる。このような地方貨幣および彷鋳銭は密鋳故に覚書などの書類は焼却されたものとみられ、古文書による記録史料が乏しい。
また、領国貨幣の中には後世による創作によると考えられる素性の不確かな物も存在し、そのような物も文化7年（1810年）刊行の貨幣解説史料である『金銀図録』に掲載されており、玩賞品（がんしょうひん）として扱われるものや、専門家の間でも議論の分かれる物も存在する。
仙臺小槌銀および會津銀判などは通貨としては手の込んだつくりであり、量目および額面は一般の通貨との整合性が見られないことから、流通目的というよりは祝鋳銭の部類と考えられている。さらに、膽澤開珎、加越能通用銭、阿州通寳および土佐官券の類は試鋳貨幣にとどまり現存も数品を数える様な稀少なものがほとんどであり、流通した形跡は全く確認されていない。土佐藩は寧ろ天保通寳の密鋳を大々的に行い、試鋳はその擬装工作と考えられるべきものである。
地方貨幣で広く流通したと考えられるのは仙臺通寳、箱館通寳、秋田鍔銭、秋田波銭および琉球通寳ぐらいのものである。現存数や現代の古銭市場での価値を見ても、仙臺通寳、箱館通寳は現存数が多いため現代の古銭市場での価格も安いが、琉球通寳は数千円以上、それ以外のものは全体的に現存数が少ないため数万円あるいは数十万円以上のオーダーで取引されている。
また藩札および旗本札なども地方貨幣の部類に入るものであり、これらは広く流通し特に銀札は江戸時代後期に流通高が減少した丁銀などの秤量銀貨の代役を務め、銀目取引の主導権を握った。

## 江戸時代に鋳造された主な地方貨幣
甲斐国
- 甲州金

仙台藩
- 仙臺通寳
- 仙臺小槌銀
- 細倉當百
- 膽澤開珎
- 膽澤通寳

蝦夷地（天領）
- 箱館通寳

盛岡藩
- 盛岡銀判
- 盛岡銅山
- 文久貨泉
- 鐵山通寳

久保田藩
- 秋田銀判
- 秋田封銀
- 秋田笹一分銀
- 秋田笹二分金
- 秋田鍔銭
- 秋田波銭
- 銅山至宝
- 銅山通寳

米沢藩
- 生産局鉛銭　

会津藩
- 會津銀判
- 白銅錢當貮百

水戸藩
- 水戸虎銭
- 水戸大黒銭

加賀藩
- 加賀南鐐一分銀
- 花降百目銀
- 花降一枚銀
- 加越能通用

福知山藩
- 福知山三十匁銀

徳島藩
- 阿州通寳

土佐藩
- 土佐官券
- 土佐通寳
- 海南券
- 海南之券
- 土佐之券
- 土州官券

福岡藩
- 筑前三分金
- 筑前二分金
- 筑前一分金
- 筑前二朱銀
- 筑前通寳當百

薩摩藩
- 琉球通寳當百
- 琉球通寳半朱

その他
- 領国貨幣
- 但馬南鐐一分銀
- 美作一分銀
- 上州鉛切手銭
- 越後田塚鉛銭
- 阿州鉛銭
- 駿河国島田宿島田通用百文木札
- 藩札
- 旗本札